# Custódia
Custódia é um município brasileiro do estado de Pernambuco, localizado no Sertão do Moxotó.

## História
O primeiro nome que o local teve foi Fazenda Santa Cruz, vindo depois a se chamar Custódia. Em 11 de setembro de 1928, foi elevado a categoria de município e desmembrado da atual Sertânia.

## Geografia
Localiza-se a uma latitude 08º05'15" sul e a uma longitude 37º38'35" oeste, estando a uma altitude de 542 metros. Sua população estimada em 2022  pelo IBGE é de 35.915 habitantes. A sua bacia hidrográfica e o Rio Moxotó e o Rio Pajeú.
É composto por 3 distritos: além da sede (Custódia), Quitimbu e Maravilha. E por povoados como: Ingá, Caiçara, Sabá, entre outros.
A cidade de Custódia (sede) é dividida nos seguintes bairros:
Centro, Redenção(Iraque), Vila da Cohab, Macambira, Várzea, Multirão, Pindoba Nova, Pindoba Velha, Vila dos Germanos, Mandacaru, Rodoviária, Matadouro, Cruzeiro e Renascer.
A sede tem como principais vias:
Av. Inocêncio Lima - que corta toda a cidade, com moradores ilustres como Dona Augusta, Antonio Delfonso, Zé de Leriano, Zé do Val e Dona Neuza.
Av. Dr. Manoel Borba, Av. Luiz Epaminondas, Av. Onze de Setembro, Praça Padre Leão - no Centro
Av. Germano de Souza Lima - no Bairro da Redenção
Av. João Veríssimo - no Bairro da Várzea
Rua. Corina pereira de souza
Av. Gerson G. Lima - às margens da BR-232
O município está incluído na área geográfica de abrangência do semiárido brasileiro, definida pelo Ministério da Integração Nacional em 2005. Esta delimitação tem como critérios o índice pluviométrico inferior a 800 mm, o índice de aridez até 0,5 e o risco de seca maior que 60%.

### Relevo
O município de Custódia está inserido na unidade geoambiental da Depressão Sertaneja,que representa a paisagem típica do semi-árido nordestino, caracterizada por uma superfície de pediplanação bastante monótona, o relevo predominante suave-ondulado, cortado por vales estreitos com vertentes dissecadas. Elevações residuais, cristas ou outeiros pontuam a linha do horizonte. Esses Relevos isolados testemunham os ciclos intensos de erosão que atingiram grande parte do sertão nordestino.

### Vegetação
A Vegetação de Custódia é basicamente composta por Caatinga Hiperxerófila com trechos de Floresta Caducifólia.

### Clima
O clima de Custódia é semiárido, incluído no polígono das secas. As chuvas se concentram no período que vai de março a junho, com mês mais chuvoso em março, com 186,7mm, e o menos chuvoso o de outubro, com 17,1mm. As temperaturas ficam altas durante os dias de verão, e podem chegar, às vezes, a 37 °C nos dias mais quentes; as mínimas nesta época ficam em torno de 20 °C. No inverno as temperaturas não se elevam muito devido às chuvas, não ultrapassando os 28 °C; as mínimas de inverno podem chegar a 13 °C nos dias mais frios. O índice pluviométrico é de 1.030, 1mm anuais, e a temperatura média anual é de 24 °C.
| Gráfico climático para Custódia                                                                                                | Gráfico climático para Custódia | Gráfico climático para Custódia | Gráfico climático para Custódia | Gráfico climático para Custódia | Gráfico climático para Custódia | Gráfico climático para Custódia | Gráfico climático para Custódia | Gráfico climático para Custódia | Gráfico climático para Custódia | Gráfico climático para Custódia | Gráfico climático para Custódia |
| --- | ------------------------------- | ------------------------------- | ------------------------------- | ------------------------------- | ------------------------------- | ------------------------------- | ------------------------------- | ------------------------------- | ------------------------------- | ------------------------------- | ------------------------------- |
| J | F                               | M                               | A                               | M                               | J                               | J                               | A                               | S                               | O                               | N                               | D                               |
| 94 31 19 | 119 29 19                       | 186 29 19                       | 169 28 19                       | 100 27 18                       | 128 26 17                       | 73 26 16                        | 24 28 16                        | 32 29 17                        | 17 31 18                        | 24 32 19                        | 59 31 20                        |
| Temperaturas em °C • Precipitações em mmFonte: LAMEPE (Temp. Máxima) LAMEPE (Temp. Mínima) The Weather Channel (Precipitações) |                                 |                                 |                                 |                                 |                                 |                                 |                                 |                                 |                                 |                                 |                                 |

## Economia
No tocante à economia o município de Custódia destaca-se no setor primário, com destaque para a caprinocultura e para a ovinocultura. Entre os principais produtos agrícolas produzidos, destacam-se: milho, feijão, algodão e goiaba.
Com relação à indústria, a principal representante deste setor é a Fábrica Tambaú (no Centro), que leva seus produtos alimentícios (como doces de vários tipos e enlatados em geral) para boa parte do Brasil (principalmente no Norte e Nordeste). Merece destaque também a produção de remédios, desenvolvida pela IMEC - Indústria de Medicamentos de Custódia (no Bairro do Macambira).
O município também é muito conhecido pelas feiras livres, respeitadas até os dias de hoje pela grandeza e diversidade de produtos. A feira livre de Custódia é uma das maiores da região, realizadas às segundas-feiras na Av. João Veríssimo.
O setor de comércio é um dos setores que mais cresceram nos últimos anos. Tornou-se um dos maiores de toda a região, acompanhando o crescimento de todo o Brasil.

## Rodovias
- BR-232

## Turismo
Custódia possui vários atrativos turísticos, como o artesanato, com maior destaque para os trabalhos em Couro e Cerâmica figurativa. A feira popular é um interessante atrativo, reunindo-se ali variados itens, desde produtos alimentícios até utensílios domésticos e vestimentas. O folclore desperta a curiosidade do turista quando se apresentam bacamarteiros, bandas de pífano e o tradicional samba de coco ou coco de roda (dança popular nordestina dançada em roda e geralmente formada por pares).
Também se destacam algumas festas que, mesmo sem incentivo à altura, atraem turistas ao local. São elas:
- Festa de São José (Festa de Março): É a principal festa do município e todos os anos reúne uma multidão; antigamente realizada no coração da cidade, (Praça Padre Leão) hoje em dia realizada na Avenida Inocêncio Lima provisoriamente. Além da tradicional novena que acontece na Igreja Matriz de São José, localizada no coração da cidade, destacam-se os shows com atrações regionais e algumas atrações nacionais.
- Custofolia (o carnaval fora de época do município): Ocorre sempre nas férias, no mês de julho. É um evento recente, com pouco mais de 10 anos de existência, mas que parece ter agradado aos habitantes do Município. Percorre a Avenida Inocêncio Lima, pela casa da ilustre sra. Neuza Alves dos Santos, passando pelos bairros da Rodoviária e do Centro, até chegar à Praça Padre Leão. Destaque para os blocos "Kanibal" e "Leva Eu". Este tipo de evento já não existe a partir de 2012.
- Exposição de Animais de Custódia: A importância deste evento reside na chance que é dada para integração de criadores e agricultores locais, com as novidades existentes no mercado. Acontece todos os anos no mês de agosto, no Parque de Exposições, no bairro da Pindoba Nova.
- Festa folclórica: Depois da Festa de São José, é a festa mais tradicional do Município. De uns anos para cá, vem perdendo espaço e importância devido à falta de interesse e investimento por parte dos governantes locais. Mesmo assim, ainda acontece no mês de agosto no CMEQ - Colégio Municipal Ernesto Queiroz, Rua Major Esperidião de Sá, no Centro.
- Demais festas:
  - Festa de São João, no Bairro da Rodoviária. (Atual Bairro Santa Vedruna)
  - Festa de São Pedro, no Bairro da COHAB. (Atual Bairro São Pedro)
  - Festa dos Padroeiros dos distritos de Maravilha e Quitimbu.